# Авес (архипелаг)
А́вес (исп. Archipiélago Las Aves), также Лас-Авес — ненаселённый архипелаг в Карибском море, принадлежащий Венесуэле. Входит в состав Подветренных островов. Он расположен к северу от венесуэльских штатов Арагуа и Карабобо, между голландским островом Бонайре на западе и архипелагом Лос-Рокес на востоке. Входит в состав Федеральных владений Венесуэлы. Основное экономическое значение островов — рыболовство.

## Состав архипелага
Архипелаг состоит из двух атоллов:
- Авес-де-Барловенто, восточная группа, с окаймляющим рифом диаметром 8 км и тремя рифами на юго-западе.
  - Исла Авес де Барловенто
  - Исла Тесоро
  - Кайо Буби
  - Кайо-де-лас-Бобас
- Авес-де-Сотавенто, западная группа, с большим островом Исла-Масета,, покрытым мангровыми зарослями, на юге.
  - Исла Авес де Сотавенто
  - Исла Ларга
  - Кайо Тирра
  - Исла Сакисаки
  - Кайос-де-ла-Колония
  - Исла Масета
  - Кайо Стерна

Всего в обеих группах 21 островок и один остров.

## История
Лас-Авес был местом крупной голландской победы над французами в 1678 году, когда французский флот под командованием адмирала Жана Д’Эстре, направлявшийся к близлежащему голландскому острову Кюрасао, был заманен небольшими силами из трёх голландских кораблей на риф Авес-де-Сотовенто. Когда корабль Д’Эстре врезался в риф, он выстрелил из пушек в качестве предупреждения находящимся позади кораблям. Однако они интерпретировали сигнал как означающий, что он был атакован, поэтому они поспешили ему на помощь — и таким же образом ударились о рифы. В итоге весь французский флот из 13 кораблей был потерян. Пресной воды на Лас-Авесе выжившие не обнаружили. Они пытались выжить на бочках с вином и соленом мясе, выброшенных на берег. Но эти припасы закончились, и в конце концов почти все погибли. Адмирал был одним из немногих, кого спасли. На Кюрасао вплоть до XVIII века отмечался День благодарения в ознаменование удачного спасения острова от разорения французами.